# Інцидент 15 березня 1928 року
Інцидент 15 березня (яп. 三・一五事件)— репресії уряду Японської імперії проти японських соціалістів і комуністів у 1928 році. Серед заарештованих під час цього інциденту був і японський економіст-марксист Кавакамі Хадзіме.

## Фон
Попри те що Комуністична партія Японії було оголошено поза законом (заборонена) в Японській імперії через що вона була вимушена піти в підпілля одразу після свого заснування в 1922 році, вона зуміла продовжувати набирати силу та збільшувати чисельність своїх членів в тогочасному нестабільному соціальному та економічному кліматі періоду Тайшо 1920-х років. Під час загальних виборів у лютому 1928 року, які були першими в Японській імперії після прийняття в імперії загального виборчого права для чоловіків, Комуністична партія Японії була дуже помітною у своїй підтримці японських легальних соціалістичних і робочих політичних партій. Стривожені успіхами, які ці партії досягли в парламенті Японської імперії, японський консервативний уряд на чолі з прем'єр-міністром Танака Ґіїті, який зумів зберегти свою більшість в парламенті Японської імперії лише на одне місце, звернувся до положень «Закону про збереження миру» 1925 року та наказав масово заарештувати відомих японських комуністів і соціалістів і підозрюваних в прихильності до комуністів й соціалістів. Арешти відбувалися по всій Японській імперії, під час яких загалом було затримано 1652 людини.

## Наслідки
Близько 500 японських заарештованих зрештою були притягнуті до кримінальної відповідальності в серії багатьох відкритих (публічних) судових процесів, проведених окружним судом Токіо, починаючи з 15 червня 1932 року, з оголошенням вироків до 2 липня 1932 року. Публічні судові процеси в Японській імперії були ретельно організовані, щоб оприлюднити внутрішню роботу таємної Комуністичної партії Японії. З розкриттям його зв'язків з японським робітничим рухом та іншими японськими лівими політичними партіями уряд Японської імперії зміг наказати розпустити японську «Партія робітників-фермерів», та «Все японська пролетарська молодіжна ліга», й «Рада японських профспілок». Усі обвинувачені на судових процесах були визнані винними та засуджені до суворих термінів ув'язнення, але тих обвинувачених які відмовлялися від своєї комуністичної ідеології, потім помилували або значно скоротили строки перебування у в'язниці. Це був початок політики відомої в Японії як «тенко», спрямованої на реінтеграцію колишніх японських лівих активістів в японське суспільство. Можливо, що важливіше те, що в результаті судових процесів японський прем'єр-міністр Танака Ґіїт зміг прийняти закон, який додав положення про смертну кару до і без того драконівських японських «Законів про збереження миру».
Пізніше японський письменник Кобаясі Такідзі написав книгу «15 березня 1928 року» на основі цього історичного випадку.